# سیارک ۸۹۶۳
سیارک ۸۹۶۳ (به انگلیسی: 8963 Collurio، نامگذاری:4651P-L) هشت هزار و نهصد و شصت و سومین سیارک کشف شده‌است که در ۲۴ سپتامبر ۱۹۶۰ کشف شد.
قدر مطلق سیارک برابر ۱۳٫۱۰ است.